# 瓦特蒸汽機

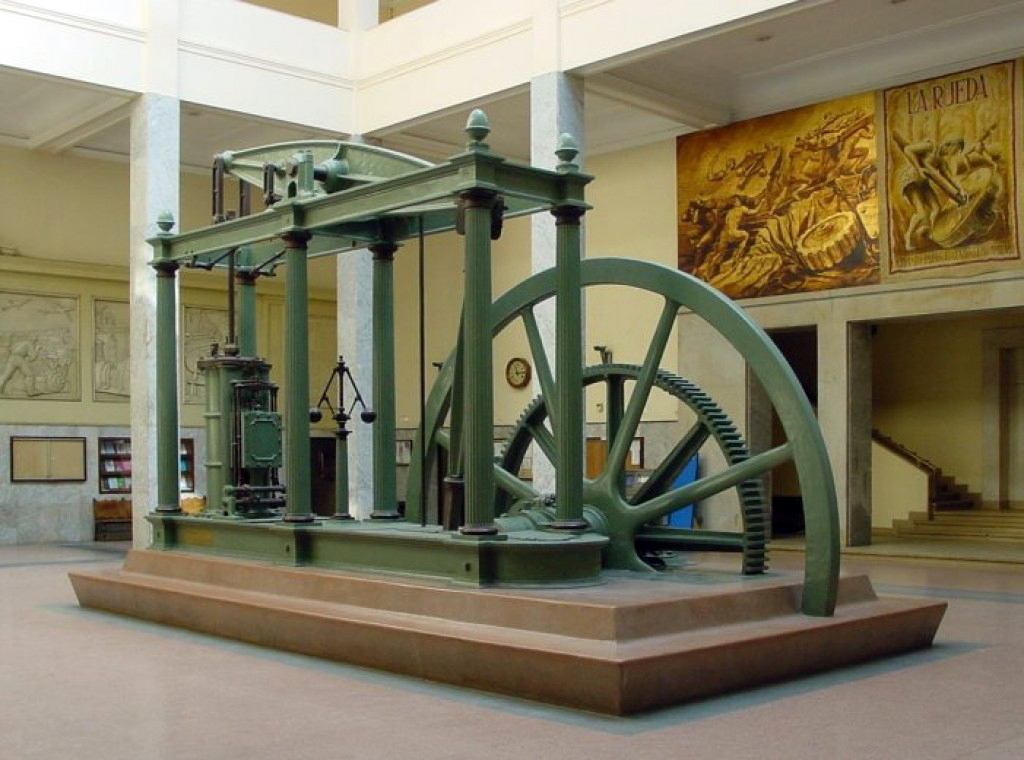

瓦特蒸汽機（Watt steam engine），又称博尔顿-瓦特蒸汽机（Boulton and Watt steam engine），是一种由詹姆斯·瓦特設計的早期蒸汽机，是工业革命的推动力之一。瓦特在1763年至1775年期间，在马修·博尔顿的支持下，零星地展開设计。
与早期其他人设计的蒸汽機（如纽可门蒸汽机）相比，瓦特设计的蒸汽機节省了更多的燃料。1776年，瓦特设计的蒸汽機开始商業化，此後瓦特持續改進自己設計的蒸汽機。
過了很多年后，新的设计才开始逐步取代瓦特設計的蒸汽機。